# 乙酸羟胺
乙酸羟胺是一种质子离子液体，化学式为[NH3OH][CH3COO]，常温下为白色固体，它可以以单斜晶系空间群P21/c结晶。它可由羟胺和乙酸反应得到。它可用于芳环胺化的试剂。